# Millennium Centre
Chicago Place je postmoderní mrakodrap v Chicagu stojící v ulici West Ontario Street. Má 59 podlaží a výšku 182 metrů. Výstavba probíhala v letech 2001–2004 podle projektu společnosti Solomon, Cordwell, Buenz. Budova disponuje 350 byty.